# Ahernia
Ahernia é um género botânico pertencente à família Achariaceae, formado por uma única espécie.

## Espécie
- Ahernia glandulosa

## Nome e referência
Ahernia  Merrill